# ゴージャス松野
ゴージャス松野のリングネームで知られる松野 行秀（まつの ゆきひで、1961年4月18日 - ）は、日本の男性タレント、プロレスラー。血液型AB型。福島県福島市出身。DDTプロレスリング所属。

## プロフィール
福島市の飯坂温泉の置屋の子に生まれる。福島県立福島高等学校を経て、日本大学経済学部卒業。日大在籍中には劇団テアトロ＜海＞に所属していた。血液型A型。

### マネージャー
- 1986年、大学を卒業し東宝芸能に入社。
- 1993年、同社の芸能部マネージャーになり沢口靖子、斉藤由貴などを担当する。東宝では、最終的にチーフマネージャーの役職に就いていた[2]。この時期は松原千明、髙嶋政宏、高嶋政伸らも担当[3]。時期は不明だが、塩沢ときのマネージャーも担当した[4]。
- 1993年-1995年、シングルマザーとして芸能界で孤立していた女優の沢田亜矢子より事務所移籍についての相談を受ける。松野の勤務する東宝芸能に沢田の移籍を打診するが難色を示されたため、移籍先が決まるまで無報酬（実質的にボランティア）で沢田のマネージメントを請け負う。
- 1995年、マネージメントを通じて仲を深めた沢田と同年5月29日に入籍。同時に古巣の東宝芸能を退社し沢田の個人事務所を設立。社長兼マネージャーに就任した。
- 1997年12月、沢田との離婚確執報道が流れる。「離婚したい」という沢田と「理由が分からない」という松野の対立が明らかに。
- 1998年1月、沢田が離婚問題についての記者会見を行い、「髪の毛を掴んで引きずり回された。」「生き地獄だった」と松野からのDVを受けたと主張した。松野側は、「事実無根」と反論したが、ワイドショーで連日報道され一躍時の人となった。
- 1999年9月、地方裁判所で審議が始まった。先ごろの沢田の証言で話は夫婦の性生活にまで及ぶ泥沼ぶりを見せ、夫婦のセックスビデオがあると言っていたが、嘘だったことが発覚した[要出典]。
- 2000年2月、東京地裁の判決が確定され、裁判長は「離婚を認める。訴訟費用は被告（松野）が負担する」と述べ、沢田の訴えを認めた。判決理由もなく、わずか20秒のあっけないものだった。その後、「地裁では提出しなかったが、次の高裁では手元にある沢田のセックスビデオ4本を証拠として出す」と松野は断言した。
- 2000年9月、松野の高等裁判所での敗訴が確定する。しかし、判決文において沢田が離婚の理由としていた「妻・子供への暴力」「会社の資金横領」などは証拠がないと否定された。
- 2001年3月、裁判での離婚が正式に成立。松野は「離婚について異論は無い」としつつも、「（家庭内暴力など）事実無根の誹謗による精神的苦痛に対して3000万円の慰謝料を請求する」と東京地裁に書面を提出した。両者の話し合いによって示談に終わる。
- 松野自身は2024年10月時点でも家庭内暴力や横領について「全く身に覚えのない事だった。」としている[5]。

### タレント、プロレスラー
マネージャーとしての生命を断たれた松野は、整形しホストクラブ「愛」などに勤務、露天で人生相談をしながら日本を巡業、AV男優、司法試験にチャレンジするも失敗（合格点が42点付近のところ、31点を得点した）など、身を削り様々な話題を提供しては芸能界に露出したことから、松野は「さらし者系芸能人」と評された。
その路線から基本的に一過性のものが多かったが、プロレスについては長く続けている。慣れない格闘技に当初は1試合1試合ごとに相当のダメージを負っていたが、戦いを重ねるごとに徐々に体格がよくなってきている。しかしそれでも試合終了後にはかなりのダメージを負っている。
また、松野は時折タレントとしてテレビ出演することもある。TBS系列のテレビ番組『サンデージャポン』にて、自称「スーパーフリージャーナリスト」として、話題の現場に突撃取材を敢行。記者会見では質問を行うたびに「TBSサンデージャポンスーパーフリージャーナリストのゴージャス松野ですが……」と名乗ることで自らの存在をアピールしている。
2002年には演歌歌手兼霊媒師であり、同郷の田代純子と婚約を発表する。2019年現在も婚姻には至っていないものの、「相棒」と呼ぶなど良きパートナーの関係であるとしていて、内縁の妻という形になっている。DDTの福島大会では、デュエットも行っている。
2004年、政治家の年金未納問題が世間を大いに騒がせた際、松野は都内のホテルを借り切り、梨元勝など芸能リポーターをわざわざ集め自らの国民年金が未納だったことを告白した。松野も涙ながらに「国民の皆様に多大なご迷惑をおかけしたことを深くおわびします」と弁明するVTRを『サンデージャポン』に届けた。
プロレスでは2001年11月4日、IWA・JAPANに「ゴージャス松野」として参加。タイガー・ジェット・シンのマネージャーを務めた。選手としてのデビューは2002年10月1日、IWA・JAPAN代々木第二体育館大会にあける、vs浅野起州・三宅綾・ザ・グレート・カブキ組戦（パートナーはタイガー・ジェット・シン、YUJI KITO）。
2004年からはDDTプロレスリングに所属。
2008年、DDTの「コミッショナー」に就任。しかし、この頃より実家との確執やプロレスの試合中に喉へ受けた攻撃のため、満足に声が出なくなった。この頃にうつ病が発症し、松野も入退院を繰り返すようになっていく。
11月3日、松野は福島市内の飲食店で倒れ入院した。一時は心肺停止状態となるも、心臓マッサージおよび気管切開により一命を取り留める。同15日には一時退院し、東京都杉並区高円寺のライブハウスのイベントに出席した。うつ病治療のため薬を常飲していたが、加えてアルコールを摂取していたため、肝不全を起こしたという。
それ以降、松野はレスラーとしては療養中とされていたが2010年の興行ではたびたび会場に姿を現し、レスラーとしての復帰への意欲を見せる。その後、2011年5月4日の興行でMIKAMIとのタッグチームで約3年半ぶりに復帰。
3月、松野の地元の福島を襲った東日本大震災と、その後7月に起こった父親の死去をきっかけに曹洞宗の寺院で読経・礼拝・座禅の修行を開始すると、うつ病の症状も改善された。2012年3月には在家得度して僧侶にもなり、「覚念行秀（かくねんぎょうしゅう）」の戒名を得た。
2012年、プロレスデビューから10周年を迎える。11月に記念興行「東日本大震災復興イベント〜がんばろう福島〜ゴージャス松野10周年記念ゴージャスナイト」を福島市国体記念体育館サブアリーナで開催し、メインイベントにて勝利を収めた。
2013年は福島体育館で興行を開催しメインイベントで勝利した。さらにDRAGON GATEのGamma福島凱旋興行にも参戦、ストーカー市川とのシングルマッチで勝利を収めている。
2014年からは、MIKAMIとのタッグチーム「ゴジャ★ミカ」を結成する。さらにプロレスキャノンボールで意気投合したバラモン兄弟と手を組み、KO-D6人タッグ王座を奪取している。
2015年3月15日、2年ぶりの福島大会を開催し成功を収める。
2016年3月13日、2年連続で福島大会「ゴージャスナイト」を開催。
2019年11月17日、「ベストボディ・ジャパン2019日本大会」に出場しモデルジャパン部門ゴールドクラス（50～59歳対象）で4位入賞を果たした。2021年11月13日の2021年日本大会にはレジェンドクラス（60歳以上）でエントリーし準グランプリとなっている。
2022年6月、前年始めよりANCA関連血管炎に伴う急速進行性糸球体腎炎で闘病中のパートナーの田代へ生体腎移植を行うため長期欠場。8月に移植手術を行う予定だったが腎機能の状態が改善傾向にあることで手術の延期が続いており、その間は不定期の試合出場を続けている。

## 人物
松野の人生を変えたのは、ホスト時代に総額132万円で受けた整形手術と語っている。当初、松野は「親からもらった体に傷は…」と抵抗していたが、愛田武（クラブ「愛」オーナー）の進言をきっかけに整形に踏み切った。二重を際立たせ、歯を整え、輪郭をくっきりさせるなど、コンプレックスだった箇所を整形することで気分も上向きになり、前を向いて会話できるようになったという。
松野は学生時代に志した役者も諦め、歌手やプロレスラーとしても才能がないことを自覚しているが、批判を覆すには「長く頑張るしかない」と表現している。歌手活動では根気よく何時間も録音を繰り返し、プロレスでは体作りだけは若者に負けないようにと2019年現在週3回のトレーニングを20年近く継続している。2019年8月には肉体美を競う「モデルジャパン」東北大会に出場し準優勝を果たした。
インタビューで松野は騒動を振り返り、「（もし東宝芸能に残っていたら）東宝芸能役員は魅力的。でもそこでは出会えない人とたくさん出会えたので、今の人生に満足してます。人との出会いは何よりの財産ですから」と語っている。

## 得意技
- 619
- ゴージャススーパースターエルボー
- ゴージャス不知火
- フライング・クロスチョップ
- ゴージャスワントーン☆ボム

## タイトル歴
DDTプロレスリング
- KO-D6人タッグ王座:第15代
  - パートナーはバラモン・シュウ&バラモン・ケイ
- アイアンマンヘビーメタル級王座:第154代、第159代、第176代、第185代、第697代、第700代、第743代、第871代、第874代、第877代、第935代、第938代、第963代、第1008代、第1304代
- O-40王座:第2代

## 入場曲
- 「SWATのテーマ」リズム・ヘリテッジ（「川口浩探検隊シリーズ」テーマ曲）
  - 冒頭に田中信夫のナレーションが挿入されている。

## 作品

### CD
- 心酔わせて（2000年） - 田代純子とのデュエット。
- インドの狂える虎 タイガー・ジェット・シン 愛が地球を救うのだ（2002年） - タイガー・ジェット・シンがIWA・JAPAN参戦時に発売したアルバム。浅野起州とともにゲスト参加。
- おまえのバラード（2016年）

### 書籍
- 福島県飯坂温泉置屋千代本三代目 ―ゴージャス松野の奮闘記（2002年、モッツ出版 ISBN 978-4944214228）
- 身をさらしてこそ浮かぶ瀬もあれ（2004年、ロングセラーズ ISBN 978-4845407392）

### アダルトビデオ
- 松野行秀の堕落論（2002年、宇宙企画） - 川奈まり子と共演。
- 松野行秀の風俗×××（2002年、宇宙企画）

### Vシネマ
- 高校教師 引き裂かれた聖身（2002年、ENGEL）[1]
- パチンコ バトル・ロワイアル II（2003年、トランスフォーマー）